# Sprintvärldsmästerskapen i kanotsport 2005
Sprintvärldsmästerskapen i kanotsport 2005 anordnades under augusti månad i Zagreb, Kroatien. 

## Medaljsummering
| Pl.    | Nation                 | Guld | Silver | Brons | Totalt |
| ------ | ---------------------- | ---- | ------ | ----- | ------ |
| 1      | Tyskland               | 10   | 5      | 3     | 18     |
| 2      | Ungern                 | 6    | 3      | 3     | 12     |
| 3      | Polen                  | 1    | 5      | 4     | 10     |
| 4      | Kanada                 | 0    | 2      | 4     | 6      |
| 5      | Spanien                | 2    | 2      | 1     | 5      |
| 6      | Ryssland               | 2    | 1      | 2     | 5      |
| 7      | Belarus                | 1    | 1      | 2     | 4      |
| 8      | Rumänien               | 1    | 2      | 0     | 3      |
| 9      | Kuba                   | 0    | 1      | 2     | 3      |
| 10     | Australien             | 1    | 0      | 1     | 2      |
| 11     | Norge                  | 1    | 0      | 1     | 2      |
| 12     | Slovakien              | 0    | 2      | 0     | 2      |
| 13     | Litauen                | 0    | 1      | 1     | 2      |
| 14     | Serbien och Montenegro | 1    | 0      | 0     | 1      |
| 15     | Ukraina                | 1    | 0      | 0     | 1      |
| 16     | Österrike              | 0    | 1      | 0     | 1      |
| 17     | Tjeckien               | 0    | 1      | 0     | 1      |
| 18     | Frankrike              | 0    | 0      | 1     | 1      |
| 19     | Italien                | 0    | 0      | 1     | 1      |
| 20     | Kazakstan              | 0    | 0      | 1     | 1      |
| Totalt | Totalt                 | 27   | 27     | 27    | 81     |

### Herrar

#### Kanadensare
| Gren       | Guld                                                                           | Tid      | Silver                                                                                      | Tid      | Brons                                                                                          | Tid      |
| C-1 200 m  | Valentyn Demjanenko (UKR)                                                      | 39,264   | Maksim Opalev (RUS)                                                                         | 39,588   | Zjomart Satybaldin (KAZ)                                                                       | 39,984   |
| C-1 500 m  | Andreas Dittmer (GER)                                                          | 1:48,409 | Paweł Baraszkiewicz (POL)                                                                   | 1:49,065 | Maksim Opalev (RUS)                                                                            | 1:49,609 |
| C-1 1000 m | Andreas Dittmer (GER)                                                          | 3:57,119 | David Cal (ESP)                                                                             | 3:58,421 | Richard Dalton (CAN)                                                                           | 4:00,617 |
| C-2 200 m  | Ryssland Jevgenij Ignatov Nikolaj Lipkin                                       | 36,978   | Tyskland Christian Gille Tomasz Wylenzek                                                    | 37,002   | Kuba Serguey Torres Karel Aguilar                                                              | 37,242   |
| C-2 500 m  | Tyskland Christian Gille Tomasz Wylenzek                                       | 1:39,851 | Ungern György Kozmann György Kolonics                                                       | 1:40,175 | Kuba Serguey Torres Karel Aguilar                                                              | 1:40,271 |
| C-2 1000 m | Tyskland Christian Gille Tomasz Wylenzek                                       | 3:37,048 | Kuba Serguey Torres Karel Aguilar                                                           | 3:38,080 | Ungern György Kozmann György Kolonics                                                          | 3:39,130 |
| C-4 200 m  | Ryssland Aleksandr Kovaljov Aleksandr Kostoglod Roman Krugljakov Maksim Opalev | 33,867   | Tjeckien Petr Procházka Petr Fuksa Petr Netušil Jan Břečka                                  | 34,017   | Belarus Aljaksandr Kurljandtjyk Aljaksandar Zjukoŭski Siamjon Sapanenka Aljaksandr Bahdanovitj | 30,565   |
| C-4 500 m  | Rumänien Loredan Popa Silviu Simioncencu Florin Popescu Iosif Chirila          | 1:30,602 | Belarus Dzmitryj Rabtjanka Dzmitryj Vajtsisjkin Kanstantsin Sjtjarbak Aljaksandr Valtjetski | 1:31,298 | Polen Andrzej Jezierski Michał Śliwiński Michał Gajownik Adam Ginter                           | 1:31,916 |
| C-4 1000 m | Polen Wojciech Tyszyński Michał Śliwiński Andrzej Jezierski Michał Gajownik    | 3:17,407 | Rumänien Constantin Popa Loredan Popa Florin Mironcic Petre Condrat                         | 3:17,863 | Tyskland Robert Nuck Stefan Holtz Thomas Luck Stephan Breuing                                  | 3:20,479 |

#### Kajak
| Gren       | Guld                                                                         | Tid      | Silver                                                                 | Tid      | Brons                                                                        | Tid      |
| K-1 200 m  | Carlos Pérez (ESP)                                                           | 35,289   | Tomasz Mendelski (POL)                                                 | 35,697   | Anton Rjachov (RUS)                                                          | 35,733   |
| K-1 500 m  | Nathan Baggaley (AUS)                                                        | 1:36,980 | Lutz Altepost (GER)                                                    | 1:37,076 | Adam Van Koeverden (CAN)                                                     | 1:37,082 |
| K-1 1000 m | Eirik Verås Larsen (NOR)                                                     | 3:29,165 | Adam Van Koeverden (CAN)                                               | 3:29,841 | Nathan Baggaley (AUS)                                                        | 3:30,069 |
| K-2 200 m  | Serbien och Montenegro Dragan Zorić Ognjen Filipović                         | 32,253   | Litauen Alvydas Duonėla Egidijus Balčiūnas                             | 32,277   | Polen Marek Twardowski Adam Wysocki                                          | 32,499   |
| K-2 500 m  | Tyskland Ronald Rauhe Tim Wieskötter                                         | 1:27,583 | Polen Marek Twardowski Adam Wysocki                                    | 1:29,005 | Litauen Alvydas Duonėla Egidijus Balčiūnas                                   | 1:29,347 |
| K-2 1000 m | Ungern Roland Kökény Gábor Kucsera                                           | 3:18,692 | Tyskland Andreas Ihle Marco Herszel                                    | 3:18,722 | Norge Mattis Næss Jacob Norenberg                                            | 3:18,836 |
| K-4 200 m  | Ungern Viktor Kadler István Beé Balázs Babella Gergely Gyertyános            | 30,211   | Tyskland Norman Bröckl Björn Bach Björn Goldschmidt Jonas Ems          | 30,301   | Belarus Raman Petrusjenka Aljaksej Abalmasaŭ Dziamjan Turtjyn Vadzim Machneŭ | 30,565   |
| K-4 500 m  | Belarus Raman Petrusjenka Aljaksej Abalmasaŭ Dziamjan Turtjyn Vadzim Machneŭ | 1:20,898 | Slovakien Michal Riszdorfer Juraj Tarr Andrej Wiebauer Róbert Erban    | 1:20,994 | Italien Franco Benedini Jaka Jazbec Luca Piemonte Antonio Scaduto            | 1:22,634 |
| K-4 1000 m | Tyskland Lutz Altepost Norman Bröckl Björn Bach Arnd Goldschmidt             | 2:56,282 | Slovakien Michal Riszdorfer Richard Riszdorfer Erik Vlček Róbert Erban | 2:56,558 | Polen Paweł Baumann Marek Twardowski Adam Wysocki Przemyslaw Gawrych         | 2:57,848 |

### Damer

#### Kajak
| Gren       | Guld                                                                              | Tid      | Silver                                                                              | Tid      | Brons                                                                 | Tid      |
| K-1 200 m  | Maria Teresa Portela (ESP)                                                        | 40,756   | Szilvia Szabó (HUN)                                                                 | 41,380   | Karen Furneaux (CAN)                                                  | 41,542   |
| K-1 500 m  | Nicole Reinhardt (GER)                                                            | 1:50,407 | Karen Furneaux (CAN)                                                                | 1:51,379 | Erzsébet Viski (HUN)                                                  | 1:51,565 |
| K-1 1000 m | Katrin Wagner-Augustin (GER)                                                      | 4:00,494 | Dalma Benedek (HUN)                                                                 | 4:01,406 | Karen Furneaux (CAN)                                                  | 4:03,200 |
| K-2 200 m  | Ungern Katalin Kovács Nataša Janić                                                | 37,101   | Spanien Maria Teresa Portela Jana Smidakova                                         | 38,013   | Tyskland Birgit Fischer Fanny Fischer                                 | 38,127   |
| K-2 500 m  | Ungern Katalin Kovács Nataša Janić                                                | 1:39,704 | Österrike Petra Schlitzer Viktoria Schwarz                                          | 1:42,458 | Frankrike Anne-Laure Viard Marie Delattre                             | 1:43,118 |
| K-2 1000 m | Ungern Katalin Kovács Nataša Janić                                                | 3:40,861 | Tyskland Maike Nollen Nadine Opgen-Rhein                                            | 3:42,931 | Polen Aneta Białkowska Joanna Skowroń                                 | 3:43,003 |
| K-4 200 m  | Tyskland Carolin Leonhardt Nicole Reinhardt Judith Hörmann Katrin Wagner-Augustin | 35,151   | Polen Iwona Pyzalska Małgorzata Czajczyńska Joanna Skowroń Beata Sokołowska-Kulesza | 36,111   | Spanien Isabel García Ana Varela Jana Smidakova Maria Teresa Portela  | 36,189   |
| K-4 500 m  | Tyskland Carolin Leonhardt Conny Waßmuth Judith Hörmann Katrin Wagner-Augustin    | 1:31,686 | Polen Aneta Białkowska Aneta Konieczna Joanna Skowroń Iwona Pyzalska                | 1:32,442 | Ungern Tímea Paksy Dalma Benedek Szilvia Szabó Kinga Bóta             | 1:32,952 |
| K-4 1000 m | Ungern Tímea Paksy Szilvia Szabó Erzsébet Viski Kinga Bóta                        | 3:20,701 | Rumänien Florica Vulpeș Mariana Ciobanu Lidia Talpă Alina Platon                    | 3:21,889 | Tyskland Birgit Fischer Maren Knebel Judith Hörmann Carolin Leonhardt | 3:21,901 |